# IEEE 519
Die Norm IEEE 519 definiert Anforderung im Rahmen der elektrischen Energietechnik für die Verzerrung von Strom- und Spannungsharmonischen für die Auslegung elektrischer Systeme mit linearen und nichtlinearen Lasten. Die existierenden Strom- und Spannungsformen sind erklärt und Ziele für die maximale Verzerrung bei der Auslegung definiert. Die Norm definiert die notwendige Spannungsqualität am Netzanschlusspunkt.